# 二木宏明
二木 宏明（にき ひろあき、1937年2月11日 - 2016年8月26日）は、日本の脳生理学者、生理心理学者、東京大学名誉教授。

## 経歴
東京生まれ。1959年東京大学文学部卒業。1965年同大学院博士課程中退。1970年「ネズミの行動における海馬の役割」で東大医学博士、1972年京都大学霊長類研究所助教授。1973年東京都神経科学総合研究所副参事研究員。1977年東大文学部心理学科助教授。1981年「遅延反応の生理心理学的基礎に関する研究」で文学博士。1987年東大文学部教授、1998年定年退官、名誉教授、埼玉工業大学教授。2008年退職。2016年8月死去。

## 著書
- 『脳と心理学 適応行動の生理心理学』朝倉書店 1984 (シリーズ脳の科学)
- 『脳と記憶 その心理学と生理学』共立出版 1989 (ブレインサイエンス・シリーズ)

## 論文
- 国立情報学研究所収録論文 国立情報学研究所

## 註
1. ↑  『東京大学百年史　部局編　文学部』